# Lupinus hinkleyorum
Lupinus hinkleyorum är en ärtväxtart som beskrevs av Charles Piper Smith. Lupinus hinkleyorum ingår i släktet lupiner, och familjen ärtväxter. Inga underarter finns listade i Catalogue of Life.